# Dandasana

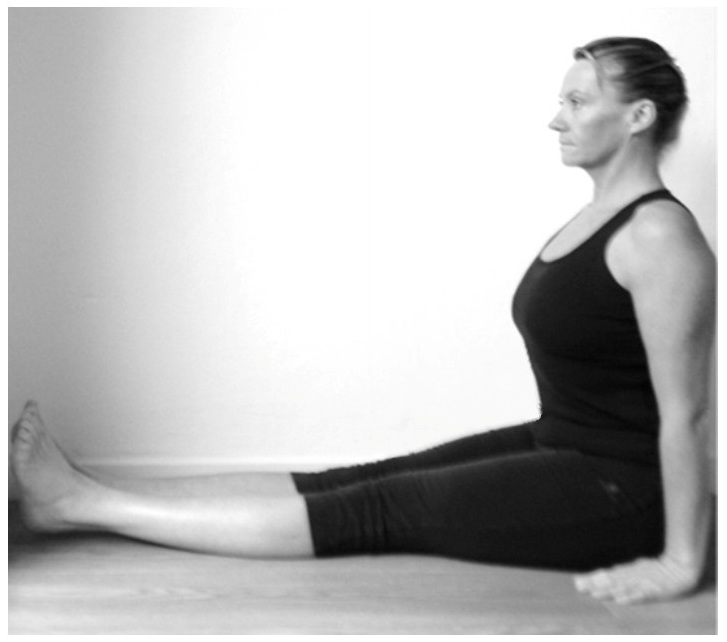
Dandasana

Dandasana (Sanskriet voor Stafhouding) is een veelvoorkomende houding of asana in hatha-yoga.
| Sanskriet | vertaling                        |
| danda     | staf (verwijst naar ruggengraat) |
| asana     | houding (letterlijk: 'zit')      |

## Beschrijving
De houding begint zittend, met beide benen recht vooruit. Houd de handen achter de heupen, waarbij de vingers naar buiten wijzen. De schouders blijven ontspannen. Duw de hielen naar voren, zodat de benen verlengd worden. Duw de heupen naar beneden en strek de kruin naar boven, zodat de ruggengraat verlengd wordt. Zorg voor een volledige ademhaling en adem enkele malen in en uit.
De Stafhouding wordt veel gebruikt als begin voor andere houdingen of als meditatiehouding.